# Método de Ridder
Em análise numérica, o Método de Ridder é um algoritmo de localização de raiz baseado no método da posição falsa e no uso de uma função exponencial para aproximar sucessivamente a raiz de uma função contínua {\displaystyle f(x)}. O método é devido a C. Ridder.
O método de Ridder é mais simples do que o método de Muller ou o método de Brent, mas com desempenho semelhante. A fórmula abaixo converge quadraticamente quando a função é bem comportada, o que implica que o número de dígitos significativos adicionais encontrados em cada etapa aproximadamente dobra; mas a função deve ser avaliada duas vezes para cada etapa, então a ordem geral de convergência do método é {\displaystyle {\sqrt {2}}}. Se a função não for bem comportada, a raiz permanece entre colchetes e o comprimento do intervalo de colchetes pelo menos diminui pela metade em cada iteração, portanto, a convergência é garantida.

## Método
Dados dois valores da variável independente, {\displaystyle {\ x_{0}}{}} e {\displaystyle {\ x_{2}}{}}, que estão em dois lados diferentes da raiz procurada, ou seja, {\displaystyle {\ f(x_{0})f(x_{2})<0}{\ }}, o método começa avaliando a função no ponto médio {\displaystyle {\ x_{1}=(x_{0}+x_{2})/2}{\ {}{}_{}}}. Em seguida, encontra-se a função exponencial única {\displaystyle {\ e^{ax}}} tal que a função {\displaystyle {\ h(x)=f(x)e^{ax}}} satisfaz {\displaystyle {\ h(x_{1})=(h(x_{0})+h(x_{2}))/2}}. Especificamente, o parâmetro {\displaystyle {\ a}} é determinado por
{\displaystyle e^{a(x_{1}-x_{0})}={\frac {f(x_{1})-sign[f(x_{0})]{\sqrt {f(x_{1})^{2}-f(x_{0})f(x_{2})}}}{f(x_{2})}}.}
O método da posição falsa é então aplicado aos pontos {\displaystyle {\ (x_{0},h(x_{0}))}} e {\displaystyle {\ (x_{2},h(x_{2}))}}, levando a um novo valor {\displaystyle {\ x_{3}}} entre {\displaystyle {\ x_{0}}} e {\displaystyle {\ x_{2}}},
{\displaystyle {\ x_{3}=x_{1}+(x_{1}-x_{0}){\frac {sign[f(x_{0})]f(x_{1})}{\sqrt {f(x_{1})^{2}-f(x_{0})f(x_{2})}}},}}
que será usado como um dos dois valores de colchetes na próxima etapa da iteração.
O outro valor de colchetes é considerado {\displaystyle {\ x_{1}}} se {\displaystyle {\ f(x_{1})f(x_{3})<0}} (caso bem comportado), ou qualquer outro de {\displaystyle {\ x_{0}}} e {\displaystyle {\ x_{2}}} tem função valor do sinal oposto a {\displaystyle {\ f(x_{3})}}. O procedimento pode ser encerrado quando uma determinada precisão for obtida.